# Bosquivia
Bosquivia fue una tira de historieta de sátira política publicada en la revista Superhum®. La historia, una fábula del Proceso de Reorganización Nacional, la dictadura cívico-militar-eclesiástica que asoló la Argentina a finales del siglo XX, transcurre en Bosquivia, país inventado cuyos habitantes, los animales de la selva, reproducen las relaciones de dominación típicas en esta dictadura.
El guion de la serie siempre estuvo a cargo de Trillo y Saccomano. El dibujo estuvo repartido: las primeras diez entregas estuvo a cargo del uruguayo Tabaré; la undécima estuvo repartida entre Tabaré y Fortín; de la doce hasta la última, la 25, estuvo a cargo de Fortín.
La serie fue editada en formato de álbum en 1984 por Ediciones de la Urraca.